# B-1 Hrvatska košarkaška liga 2006./07.
Ljestvice B-1 lige za sezonu 2006./07.

## Zapad
| mj  | klub                      | ut | pob | por | koš+ | koš- | bod |
| --- | ------------------------- | -- | --- | --- | ---- | ---- | --- |
| 1.  | Kvarner 96 (Rijeka)       | 18 | 18  | 0   | 1962 | 1220 | 36  |
| 2.  | Kostrena (Kostrena)       | 18 | 13  | 5   | 1623 | 1179 | 31  |
| 3.  | Škrljevo (Rijeka)         | 18 | 11  | 7   | 1486 | 1298 | 29  |
| 4.  | Pleter (Rijeka)           | 18 | 11  | 7   | 1426 | 1349 | 29  |
| 5.  | Dimp basket (Opatija)     | 18 | 11  | 7   | 1479 | 1276 | 29  |
| 6.  | Matulji R.D, (Matulji)    | 18 | 10  | 8   | 1419 | 1323 | 28  |
| 7.  | Otočac (Otočac)           | 18 | 7   | 11  | 1335 | 1500 | 25  |
| 8.  | Vinodol (Novi Vinodolski) | 18 | 7   | 11  | 1240 | 1510 | 25  |
| 9.  | Umag (Umag)               | 18 | 2   | 16  | 1181 | 1700 | 20  |
| 10. | Krk (Krk)                 | 18 | 0   | 18  | 1061 | 1903 | 18  |

## Unutarnje poveznice
- A-1 liga 2006./07.
- A-2 liga 2006./07.